# خوشی (فیلم ۲۰۰۳)
خوشی (به هندی: Khushi) فیلمی محصول سال ۲۰۰۳ و به کارگردانی اس.جی سوریا است. در این فیلم بازیگرانی همچون کارینا کاپور، فردین خان، آمریش پوری، جانی لور، شارات ساکسنا و ساکشی شیواناند ایفای نقش کرده‌اند.